# Дона Берд
Дона Берд је америчка епидемиологиња и биолог еволуционе популације. Виша је истражитељица у Националном институту за науку о здрављу животне средине.

## Живот и каријера
Берд је дипломирала биологију у оквиру Phi Beta Kappa, најстаријег почасног студентског братства у Сједињеним Државама, основано 5. децембра 1776. године на Macalester College 1968. године. Од 1968. до 1969. године била је лабораторијски техничар на одсеку за анатомију Универзитета у Минесоти (УМН). Потом је радила као аналитичар у истраживању Америчке фондације за рехабилитацију од 1969. до 1972.године.
Била је и асистент у истраживању и настави на одсеку за екологију на УМН од 1972. до 1976. године (као еволуциони/популациони биолога на Одељењу за екологију на УМН). Од 1978. до 1979. Берд је радила као инструктор на одељењима за екологију и антропологију на УМН.
Докторирала је одељењу за еволуциону екологију УМН 1980. године, након одбране дисертације под насловом Dispersal in Microtus pennsylvanicus. Након докторирања у Универзитетском центру за биополитичка истраживања Универзитета Северни Илиноис, од 1981. до 1982. године, радила је као сарадник на студијама у области биолошких наука, а од 1983. године радила је као асистент у одељењу за епидемиологију на Универзитету Северне Каролине у Чапел Хилу. У овој институцији радила је у области реппродуктивне епидемиологије на тези „Промена холестерола током менопаузе”.
У рад Националног института за науку о здрављу животној средине (НИЕХС) укључила се 1984. године као виши сарадник, да би 1990. постала епидемиолог, виши истражитељ и главни истражитељ. У НИЕХС-у је Берд започео са проучавањем плодности и развојем епидемиолошких метода за њено проучавање. Она се дуго интересовала за хормоне и плодност, као и за ране трудноће (имплантација, спасавање жутог тела, помак лутеалне плаценте као подршка трудноћи, као и компликације у трудноћи и исходи трудноће). Недавно је Берд развила истраживачки програм из епидемиологије миома материце.

## Истраживања
Бердино главно истраживање усредсређено је на репродуктивно здравље жена, поред ових садржаја, заинтересована је и за откривање и развој нових методологија, укључујући технике за прикупљање и анализу података.

## Признања
- 2010. изабран је у Америчко епидемиолошко друштво.